# Радісне побиття
Ра́дісне побиття́ (англ. happy slapping) — насильство, зняте на відео заради розваги. Часто відео розповсюджується і може нелегально продаватися.
Про явище повідомили у Великій Британії у 2005 році. Відомі випадки вбивства й зґвалтування, які знімали на відео. Також подібні випадки трапляються в Україні.